# 葛家澍
葛家澍（1921年3月—2013年11月25日），男，江苏兴化人，中华人民共和国会计学家。

## 生平
葛家澍是江苏省兴化市昭阳镇人。1940年就读于江苏学院，1942年转学厦门大学，毕业后留校任教，历任副教授和教授、经济系副主任。1982年成立经济学院，被任命为首任厦门大学经济学院院长。2013年11月去世。

## 著作
著有《会计学原理》、《会计基础知识》、《借贷记账法》等。